# Апостол Четалов
Апостол Василев Четалов е български революционер, деец на Вътрешната македоно-одринска революционна организация.

## Биография
Апостол Четалов е роден през 1872 година в битолското село Гявато, тогава в Османската империя. Присъединява се към ВМОРО и работи в Битолския революционен комитет, като се занимава с пренасяне на оръжие. В 1900 година става нелегален и влиза в четата на Димитър Петров, с която участва в Илинденско-Преображенското въстание през лятото на 1903 година. Взима участие в сраженията при Доленци, при нападението и запалването на Гявато, в голямото сражение при Смилево и накрая при село Боище. По-късно емигрира в Америка.
На 6 март 1943 година, като жител на Гявато, подава молба за народна пенсия. В Сведението към молбата пише: „Добър и непоколебим българин. Не е заемал никаква служба“. Молбата е одобрена и отпусната от Министерския съвет на Царство България.